# أودو الرابع (دوق بورغندي)
أودو الرابع أو إيودس الرابع (1295- 3 أبريل 1349) كان دوق بورغندي منذ 1315 حتى وفاته، وأيضا كونت بورغندي وأرتوا منذ 1330، هو الابن الثاني لـ روبرت الثاني، دوق بورغندي وأغنيس من فرنسا.

## حياته
خلف أودو شقيقه الأكبر هيو الخامس في عام 1315، دافع أودو عن حق ابنة أخته جوان في العرش الفرنسي ضد عمها فيليب الخامس "الطويل" الذي أصبح ملك فرنسا بعد وفاة ابن أخيه، ولكن هذا الخلاف انتهى بزواجه من ابنته الكبرى جوان، وبهكذا تحالف مع فيليب الخامس.
مع وفاة شقيقه الأصغر لويس في عام 1316، ادعى لقب ملك سالونيك، ولكن لاحق باع حقه إلى لويس الأول، كونت كليرمون.
ومع وفاة والدة زوجته عام 1330، ورثت زوجته كونتية بورغندي وأرتوا، ومع ذلك طعن روبرت الثالث من أرتوا بأحقيتها في الكونتية، بحيث كان روبرت أحد مستشارين الملك فيليب السادس، إلا أن روبرت خسر دعواه فجأة.
كان أودو مخلصاً لصهرهفيليب دي فالوا الذي أصبح ملك فرنسا بعد وفاة ابن عمه شارل الرابع في عام 1328، وأيضا شارك معه في حرب المائة عام بعد أن طعن إدوارد الثالث ملك إنجلترا بأحقية فيليب في العرش الفرنسي.
توفي أودو في 3 أبريل من عام 1349 من وباء الطاعون، وخلفه حفيده فيليب الأول هو أخر سليل دوقات بورغندي.